# Galeodes somalicus
Galeodes somalicus es una especie de arácnidos de la familia Galeodidae, dentro del orden Solifugae.

## Distribución geográfica
Se encuentra en Somalia.